# Układ baryczny

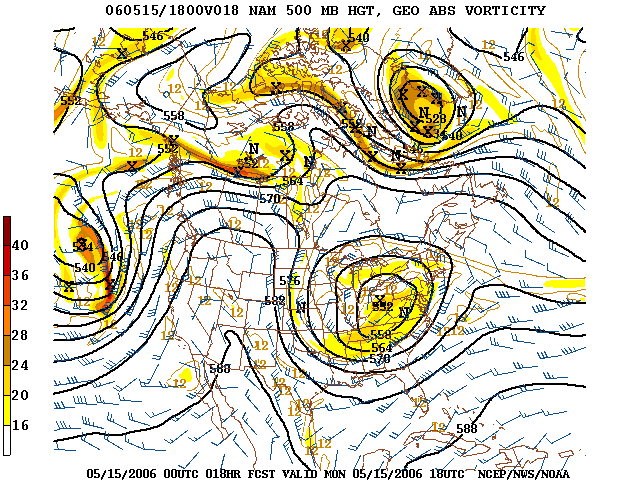
Układy baryczne na mapie synoptycznej
– linie łączą punkty o jednakowym ciśnieniu (izobary)

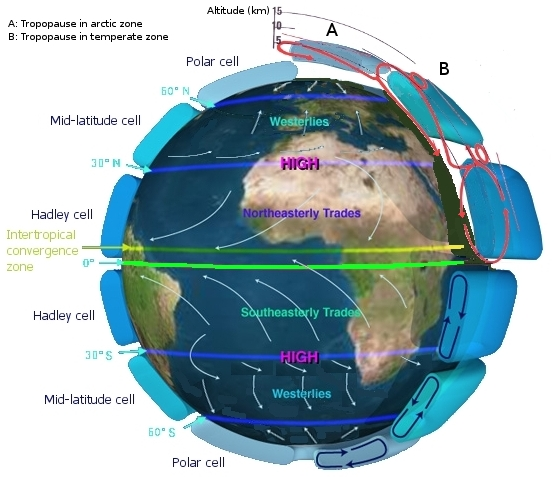
Układy baryczne – pasy niżów lub wyżów – powstają najczęściej na granicach między komórkami konwekcyjnymi ogólnej cyrkulacji powietrza (strefy frontów)

Układ baryczny – występująca w atmosferze strefa obniżonego lub podwyższonego ciśnienia o charakterystycznym kierunku cyrkulacji mas powietrza. Układy baryczne są elementami ogólnej cyrkulacji atmosferycznej zachodzącej w skali globalnej (głównie pod wpływem ruchu obrotowego planety i energii promieniowania słonecznego).
W atmosferze Ziemi ogólna cyrkulacja powietrza tworzy wielkoskalowe komórki konwekcyjne: komórkę Hadleya, Ferrela i polarną; jest ona odpowiedzialna za występowanie na różnych szerokościach geograficznych dominujących wiatrów południowo-zachodnich lub północno-zachodnich (np. pasatów lub dominujących wiatrów północno-zachodnich na terenie Polski). Układy baryczne powstają najczęściej na granicach między masami powietrza, cyrkulującymi wewnątrz tych komórek. Wśród nich wyróżnia się:
- wyże baryczne
- niże baryczne
- zatoki niskiego ciśnienia
- kliny wysokiego ciśnienia
- wały (grzbiety) baryczne
- bruzdy baryczne
- siodła baryczne.

Ze względu na kierunki cyrkulacji powietrza w sąsiadujących komórkach cyrkulacyjnych na powierzchni Ziemi powstają pasy niżów lub wyżów barycznych, które przemieszczają się w kierunku wschodnim, zgodnie z kierunkiem obrotów Ziemi, wraz z frontami meteorologicznymi kształtującymi pogodę (np. kolejne niże, nadchodzące z zachodu nad Polskę).
Poza ruchomymi układami barycznymi, powstającymi regularnie na granicy między komórkami konwekcyjnymi (Hadleya, Ferrela i okołobiegunowymi), w atmosferze występują inne układy baryczne, związane z różnym pokryciem powierzchni obracającego się globu, np. istnieniem terenowych przeszkód na drodze powietrza cyrkulującego w globalnych komórkach konwekcyjnych lub występowaniem różnic w prędkości nagrzewania się i chłodzenia powierzchni oceanów i kontynentów. Przykładami tej grupy układów barycznych są np. szybko przemieszczające się cyklony lub stosunkowo stacjonarne wyże i niże, np. Wyż syberyjski, Wyż Azorski, Niż Islandzki, Niż Aleucki.